# مغامرة الطلاب الثلاثة
مغامرة الطلاب الثلاثة (بالإنجليزية: The Adventure of the Three Students)‏ واحدة من 56 قصة قصيرة من قصص شيرلوك هولمز التي قام بكتابتها السير آرثر كونان دويل. وتعد واحدة من 13 قصة قصير من سلسلة عودة شيرلوك هولمز. نشر مغامرة الطلَّاب الثلاثة بشكل منفرد في عام 1904.

## الترجمة العربية
مغامرة الطلَّاب الثلاثة، مؤسسة هنداوي، ترجمة زينب عاطف ومراجعة مصطفى محمد فؤاد.